# ソード・ワールド短編集
『ソード・ワールド短編集』（ソード・ワールドたんぺんしゅう）は、架空のファンタジー世界フォーセリアを共通の舞台とし、複数の著者によるシェアード・ワールドとして発表されている短編小説集。1冊に付き3-6編の中短編を収録し、2008年4月の時点で25冊が富士見書房の富士見ファンタジア文庫より刊行されている。また、同じ手法で作られた長編作品は、ソード・ワールド・ノベルと称される。小説に登場する人物の能力やモンスター・魔法・アイテムなどは、テーブルトークRPGであるソード・ワールドRPGのルールに基づいており、巻末に付属するデータでその内容を確認することができる。

## 編者・著者・イラストレーター

### 編者
一部の作品を除き、短編集の編者（監修）は安田均が担当している。例外として編者が水野良と安田均の共同名義である『ただひとたびの奇跡』、山本弘と安田均の共同名義である『スチャラカ冒険隊、南へ』、そして1人の著者が収録された短編全てを執筆したために編者が存在しない『ぺらぺらーず漫遊記 乙女の巻』と『死者の村の少女』がある。

### 著者
短編集に小説を執筆した著者は、25冊の時点で28名を数える。山本弘・清松みゆき・藤澤さなえ・水野良・高井信などが多くの短編を執筆している。著者はほぼ全てがグループSNEの関係者だが、『戦乙女の槍』に収録された短編は一般公募した「ソード・ワールド短編コンテスト」の優秀作であり、本職の小説家の作ではない。

### イラストレーター
『死者は弁明せず』までの短編集では、ほとんどのイラストを米田仁士が担当していた。以降の作品では様々なイラストレーターが起用されている。長編であるソード・ワールド・ノベルやソード・ワールドRPGリプレイ集から派生した短編では、元になった作品のイラストレーターがそのまま担当することが多い。

## 短編集の背景世界
ソード・ワールド短編集の背景世界は、剣と魔法の世界フォーセリアであり、一部を除きアレクラスト大陸を舞台とする。アレクラスト大陸と同じフォーセリアに存在する、ロードス島やクリスタニアが舞台となる小説は発表されていない。年代はアレクラスト大陸を舞台とするソード・ワールドRPGと同じ新王国暦520年ごろと推定できるが、短編内で具体的な年月が示されることは少ない。複数の作家によるシェアード・ワールド作品のため短編は個々に独立しており、一部の連作シリーズ作品・リプレイや長編小説からの派生作品を除き、連続性や関連性は希薄である。アレクラスト大陸には多くの国家や地域が存在するが、各地を舞台とした小説内でそれぞれに個性のある様子が描写されている。『バブリーズ・リターン』に収録された「尻っぽのともだち」でグラスランナーの生活が語られたり、『ゲート・デーモンの仮面』収録の同名短編でリザードマンの行動様式が明かされたりしている点も合わせ、ソード・ワールドRPGのワールドガイドとしての側面も持っているといえる。

## 短編集のテーマ
3冊目である『ふたりのラビリンス』からは、短編集ごとにテーマが設定されるようになった。使用されたテーマには「モンスター」「ライバル」「コマンドワード」「異種族」などがある。『スチャラカ冒険隊、南へ』や『バブリーズ・リターン』など、収録短編全てで同じ冒険者パーティを主役（テーマ）にした短編集も存在する。特徴的なものとしては、「旅人たちの国 ロマール」をテーマとし、収録された3編の登場人物が同じ場所・同じ時間軸上ですれ違うクロスオーバー作品である『ロマールの罠』がある。また、明確なテーマこそ無いものの、収録された4編の時間が連続し、その全てで「イオドの宝」というアイテムを登場させた『へっぽこ冒険者とイオドの宝』もあげられる。

## リプレイ集のパーティが主題の短編集
ソード・ワールド短編集には、ソード・ワールドRPGのリプレイ集で活躍したパーティを主題とした小説のみで構成された短編集がある。同じ登場人物を複数の著者が描くことで、キャラクターの様々な面を掘り下げることが出来る一方、著者ごとの解釈の違いにより矛盾が発生している点もある。
『スチャラカ冒険隊、南へ』
リプレイ第1部、通称スチャラカ編のパーティを主人公とする短編集。第1部完結後、南へ向かった一行の冒険を描いている。この小説のあとがきは、パーティメンバーのケイン役として参加していたプレイヤーが担当している。
『バブリーズ・リターン』
リプレイ第3部、通称バブリーズ編のパーティを主人公とする短編集。イラストレーターがリプレイを担当した中村博文から竹浪秀行に変更されている。
『集え!へっぽこ冒険者たち』『踊れ!へっぽこ大祭典』
新ソード・ワールドRPGリプレイ、通称ヘッポコーズ編のパーティを主人公とする短編集。この2冊以外にもヘッポコーズを描いた短編があり、別の短編集に収録されている。短編集のタイトルに「へっぽこ（ヘッポコ）」を冠する作品は合計で5冊ある。
『ぺらぺらーず漫遊記』『ぺらぺらーず漫遊記 乙女の巻』
新ソード・ワールドRPGリプレイNEXT、通称ぺらぺらーず編のパーティを主人公とする短編集。『ぺらぺらーず漫遊記 乙女の巻』は他の短編集と異なり、リプレイの著者である藤澤さなえがすべての短編を執筆している。この2冊以外にもぺらぺらーずを描いた短編があり、別の短編集に収録されている。

## 連作シリーズ
ソード・ワールド短編集には、著者・登場人物が共通の連作シリーズがある。代表的なものは以下の通り。
羽根頭冒険譚
著者は水野良。「羽根頭」と名乗り、各自が目印として頭に鳥の羽根を挿している冒険者パーティが主人公の連作短編。「羽根頭」の基本メンバーは、幸運神チャ・ザの神官戦士である"鴉羽根"のライス、ハーフエルフの精霊使いである"鵡羽根"のリーライナ、魔術師である"梟羽根"のチェペル、ドワーフの石工にして戦士である"燕羽根"のオスター。5編が発表されている。同じ著者の長編『魔法戦士リウイ』シリーズとは対照的で、地味な話が多い。
迷探偵デュダ
著者は高井信。ドワーフの賢者デュダが主人公で、相棒のエルフであるリュークと共に様々な事件に巻き込まれる連作短編。短編4編、さらにソード・ワールド・ノベルとして長編小説（著者：安田均・高井信）が5冊刊行されている。ソード・ワールドRPGのバリアントとして、デュダRPGリプレイ集も刊行された。
赤い鎧
著者は清松みゆき。西部諸国のベルダインを舞台に、街に蔓延る悪を退治する謎めいた"赤い鎧"と呼ばれる人物を巡って、衛視長補佐である貴族ポール・ギューゼルバーン、女盗賊のレニ、戦士を目指す騎士見習いのグラスランナーであるランプ、衛視バンドールなどが活躍する連作ミステリ。4編が発表されている。作品ごとに語り手の変わる一人称の小説である。第一作の時点から提示されている大きな謎があるが、真相が明かされる解決編が発表されていない。

## 外伝・スピンオフ
ソード・ワールド短編集には、ソード・ワールド・ノベルやソード・ワールドRPGリプレイ集から派生した短編がある。長編・リプレイの前日譚や後日譚などの外伝的小説、脇役に焦点を当て主人公としたスピンオフ的な小説などである。長編『死せる神の島』を例に挙げると、前日譚として「立ち枯れの森」（『ロマールの罠』収録）が、後日譚として「緑の都市」（『ふたりのラビリンス』収録）と「父と子の剣」（『瞳輝ける夜』収録）がある。「父と子の剣」以外の2作品には長編の主人公であるバートが登場しないため、スピンオフ小説ともいえる。更に「立ち枯れの森」は『アイテム・コレクション』の後日譚でもある。
『死せる神の島』以外の派生短編については、後述の作品リストを参照。

## ソード・ワールドRPGとの関係

### ソード・ワールドRPGシナリオ集
「神官戦士が六人」（『ナイトウィンドの影』収録）は、シナリオ集『ユニコーンの探索』に収録された同名のシナリオを原作としている。「ただ一度の奇跡」（『ただひとたびの奇跡』収録）は、シナリオコンテスト受賞作品集『バラールの館』と関係している。

### データ・セクション
短編集の巻末に付属するデータは、小説内で登場した人物などの能力をソード・ワールドRPGのルールに基づきデータ化したものである。これは参考データとされており、厳密に適用すると小説内の描写と矛盾することもある（使用できないはずの魔法を使っている、など）。また、小説での登場が初出となる魔法・モンスター・アイテムなども多く見られ、一部はデータの修正を行ったうえで『ソード・ワールドRPG 完全版』や『ソード・ワールドRPG ツアー』において正式に採用されている。

## 作品リスト
- 『レプラコーンの涙』 編：安田均 イラスト：米田仁士 ISBN 4-8291-2346-X
  - 「一角獣（ユニコーン）の乙女」 著：水野良
  - 「レプラコーンの涙」 著：水野良
  - 「契約の代償」 著：下村家惠子
  - 「ジェライラの鎧」 著：山本弘 - リプレイ第１部第4話「王の都の小夜曲（セレナーデ）」前日譚
- 『ナイトウィンドの影』 編：安田均 イラスト：見田竜介 ISBN 4-8291-2378-8
  - 「ナイトウィンドの影」 著：山本弘 - リプレイ第１部第2話「盗賊たちの狂詩曲（ラプソディ）」前日譚
  - 「鏡よ、鏡!」 著：高井信 - 名探偵デュダ短編1
  - 「神官戦士が六人」 著：水野良 - 羽根頭冒険譚1
- 『ふたりのラビリンス』 編：安田均 イラスト：米田仁士 ISBN 4-8291-2399-0 - テーマ「モンスター1」
  - 「ふたりの迷宮」 著：水野良 - 羽根頭冒険譚2
  - 「惨劇は突然に」 著：高井信
  - 「緑の都市」 著：下村家惠子 - 『死せる神の島』後日譚
- 『マンドレイクの館』 編：安田均 イラスト：米田仁士 ISBN 4-8291-2400-8 - テーマ「モンスター2」
  - 「マンドレイクの館」 著：山本弘- リプレイ第１部第6話「モンスターたちの交響曲（シンフォニー）」前日譚
  - 「子供たちは眠れない」 著：友野詳
  - 「幻獣の遺産」 著：清松みゆき
- 『ロマールの罠』 編：安田均 イラスト：米田仁士 ISBN 4-8291-2414-8 - テーマ「旅人たちの国 ロマール」
  - 「ロマールの罠」 著：水野良 - 羽根頭冒険譚3
  - 「サラマンダーの憂鬱」 著：高井信 - 名探偵デュダ短編2
  - 「立ち枯れの森」 著：下村家惠子 - 『死せる神の島』前日譚・『アイテム・コレクション』後日譚
- 『スチャラカ冒険隊、南へ』 編：安田均・山本弘 イラスト：草彅琢仁 ISBN 4-8291-2466-0 - テーマ「リプレイ第1部、スチャラカ編短編集」
  - 「スチャラカ冒険隊、南へ」 著：山本弘
  - 「かくもささやかな凱歌」 著：葛西伸哉
  - 「子供たちはくじけない」 著：友野詳 - 「子供たちは眠れない」続編
  - 「真実の鏡」 著：中川政博
  - 「見えすぎた目」 著：清松みゆき
- 『ただひとたびの奇跡』 編：安田均・水野良 イラスト：米田仁士 ISBN 4-8291-2519-5 - テーマ「魔法」
  - 「魔術師の遺産」 著：白川剛
  - 「風の泣く谷」 著：江川晃
  - 「鎮魂歌幻想」 著：中川政博
  - 「ただ一度の奇跡」 著：水野良 - 羽根頭冒険譚4
- 『瞳輝ける夜』 編：安田均 イラスト：米田仁士 ISBN 4-8291-2537-3 - テーマ「自由人たちの街道」
  - 「空に消えた耳飾り」 著：白井英 - 『自由人の歎き』前日譚
  - 「父と子の剣」 著：中川政博 - 『死せる神の島』後日譚
  - 「いわれなき濡れ衣」 著：高井信 - 名探偵デュダ短編3
  - 「瞳輝ける夜」 著：友野詳
- 『戦乙女の槍』SW短編コンテスト優秀作選 監修：安田均 イラスト：米田仁士 ISBN 4-8291-2555-1 - テーマ「ソード・ワールド短編コンテスト」
  - 「戦乙女の槍」 著：内藤渉 - 入選第一席
  - 「ファイナル・バウト」 著：水上暁 - 入選第二席
  - 「黒い肌の軍師」 著：笠原優介 - 入選第三席
  - 「INTERMISSION」 著：瀧沢信 - 選外佳作
  - 「剣の主」 著：光理せらふ - 選外佳作
  - 「夢への街道」 著：奴賀照康 - 選外佳作
- 『ゲート・デーモンの仮面』 編：安田均 ISBN 4-8291-2592-6 - テーマ「ソード・ワールド人気パーティ短編集」
  - 「哀しみの賢者」 著：白井英 イラスト：末弥純 - 『自由人の歎き』後日譚
  - 「決断」 著：清松みゆき イラスト：狭霧光明 - 『混沌の夜明け』前日譚
  - 「ゲート・デーモンの仮面」 著：山本弘 イラスト：幡池裕行 - リプレイ第2部キャラクター前日譚
- 『まぼろしの女』 編：安田均 イラスト：米田仁士 ISBN 4-8291-2655-8 - テーマ「愛情・想い」
  - 「遅れてきた鍵」 著：内藤渉 - ソード・ワールド短編コンテスト選外佳作
  - 「誰がための記憶」 著：西奥隆起 - 遺跡掃除屋1
  - 「幻の女」 著：清松みゆき - 赤い鎧I
- 『虹の舞う海に』 編：安田均 イラスト：米田仁士 ISBN 4-8291-2712-0 - テーマ「ライバル」
  - 「祝福されざる聖杯に」 著：水野良 - 羽根頭冒険譚5
  - 「虹の舞う海に」 著：白井英
  - 「野獣死すべし」 著：清松みゆき - 赤い鎧II
- 『死者は弁明せず』 編：安田均 イラスト：米田仁士 ISBN 4-8291-2753-8 - テーマ「マジックアイテム・ショップ 奇跡の店」
  - 「空ときみとの間には」 著：北沢慶
  - 「地の底に響く風の唄」 著：友野詳
  - 「楽園の泉」 著：高井信
  - 「死者は弁明せず」 著：山本弘
- 『バブリーズ・リターン』 編：安田均 イラスト：竹浪秀行(RED) ISBN 4-8291-2913-1 - テーマ「リプレイ第3部、バブリーズ編短編集」
  - 「尻っぽのともだち」 著：小川直人
  - 「振り向けばハッピネス」 著：柘植めぐみ
  - 「鮫の子は鮫」 著：川人忠明
  - 「バブリーズ・リターン」 著：清松みゆき
- 『ゴーレムは証言せず』 編：安田均 イラスト：武田日向 ISBN 4-8291-1303-0 - テーマ「コマンドワード」
  - 「お嬢様の冒険」 著：川人忠明
  - 「死者の回廊」 著：三田誠
  - 「誰がための気力」 著：西奥隆起 - 遺跡掃除屋2
  - 「ゴーレムは証言せず」 著：山本弘 - 「死者は弁明せず」続編
- 『許されし偽り』 編：安田均 イラスト：戸部淑 ISBN 4-8291-1353-7 - テーマ「異種族」
  - 「許されし偽り」 著：北沢慶
  - 「狙われた相続人」 著：高井信 - 名探偵デュダ短編4
  - 「日だまりの絵画」 著：小川楽喜
  - 「不自然な死」 著：清松みゆき - 赤い鎧III
- 『集え!へっぽこ冒険者たち』 編：安田均 イラスト：浜田よしかづ ISBN 4-8291-1443-6 - テーマ「新ソード・ワールドRPGリプレイ集、ヘッポコーズ短編集1」
  - 「神官戦士の憂鬱」 著：江川晃
  - 「幸せにいたる道」 著：秋田みやび
  - 「グレートソードは筋肉娘の夢を見るか」 著：北沢慶
  - 「ノリスは踊る」 著：西奥隆起
  - 「ゆく人くる人」 著：清松みゆき
- 『冒険の夜に翔べ!』 編：安田均 イラスト：浜田よしかづ ISBN 4-8291-1535-1 - テーマ「冒険者」
  - 「季節を巡るたびごとに」 著：秋田みやび
  - 「我ら 不屈のものたち!」 著：川人忠明
  - 「廃都に埋もれし孤影」 著：小川楽喜
  - 「冒険の夜に翔べ!」 著：友野詳
- 『踊れ!へっぽこ大祭典』 編：安田均 イラスト：浜田よしかづ ISBN 4-8291-1586-6 - テーマ「新ソード・ワールドRPGリプレイ集、ヘッポコーズ短編集2」
  - 「10%の偽情報 - バスの遍歴」 著：清松みゆき
  - 「恋人はさんざん苦労す - エキューの事情」 著：柘植めぐみ
  - 「ファリス様がみてる!? - ヒースの思い出」 著：北沢慶
  - 「シャーマン・イン・ザ・ダーク - マウナの真実」 著：篠谷志乃
  - 「友という名のもとに - イリーナの涙」 著：秋田みやび
- 『狙われたヘッポコーズ』 編：安田均 ISBN 4-8291-1627-7 - テーマ「立場・役割」
  - 「愛があれば大丈夫 - 神官を導く」 著：藤澤さなえ イラスト：安曇雪伸
  - 「ギルドの掟 - 盗賊を縛る」 著：秋口ぎぐる イラスト：くさなぎいずも
  - 「ひとひらの歴史 - 魔術師を誘う」 著：秋田みやび イラスト：かわく - 「季節を巡るたびごとに」前日譚
  - 「狙われたヘッポコーズ - 冒険者を脅かす」 著：篠谷志乃 イラスト：浜田よしかづ - ヘッポコーズ短編
- 『へっぽこ冒険者とイオドの宝』 編：安田均 ISBN 4-8291-1690-0 - テーマ「新旧パーティリレー短編集」
  - 「奪うことあたわぬ宝」 著：山本弘 イラスト：幻超二 - 『サーラの冒険』外伝
  - 「へっぽこ冒険者とイオドの宝」 著：篠谷志乃 イラスト：浜田よしかづ - ヘッポコーズ短編
  - 「ボックス・ポックス」 著：藤澤さなえ イラスト：かわく - ぺらぺらーず短編
  - 「毒を食らわば」 著：清松みゆき イラスト：ともぞ - 赤い鎧IV
- 『へっぽこ冒険者と緑の蔭』 編：安田均 ISBN 4-8291-1737-0 - テーマ「中原四国」
  - 「レイニー・メモリー - ロマールの裏が牙剥く」 著：藤澤さなえ イラスト：かわく - ぺらぺらーず短編
  - 「黄金の車輪 - ファンドリアの闇が呑み込む」 著：川人忠明 イラスト：椎名優 - 『ダークエルフの口づけ』前日譚
  - 「夢見し黄金色 - オーファンの光が導く」 著：篠谷志乃 イラスト：ともぞ
  - 「へっぽこ冒険者と緑の蔭 - ラムリアースの森が微笑む」 著：秋田みやび イラスト：浜田よしかづ - ヘッポコーズ短編
- 『ぺらぺらーず漫遊記』 編：安田均 イラスト：かわく ISBN 4-8291-1790-7 - テーマ「新ソード・ワールドRPGリプレイ集NEXT、ぺらぺらーず短編集1」
  - 「クリティカル・クリミナル」 著：北沢慶
  - 「グルービー・ベイビー」 著：藤澤さなえ
  - 「パン・マン」 著：清松みゆき
- 『ぺらぺらーず漫遊記 乙女の巻』 著：藤澤さなえ イラスト：かわく ISBN 4-8291-1874-1 - テーマ「新ソード・ワールドRPGリプレイ集NEXT、ぺらぺらーず短編集2」
  - 「マーマン・ロマン」
  - 「セルフィッシュ・ウィッシュ」
  - 「バッド・レッド」
  - 「ライアー・ラヴァー」
- 『死者の村の少女』サーラの冒険 Extra 著：山本弘 イラスト：幻超二 ISBN 4-8291-1879-2 - テーマ「サーラの冒険外伝集」
  - 「時の果てまでこの歌を」 - 『西部諸国シアター2』初出
  - 「リゼットの冒険」
  - 「死者の村の少女」